# Eligio Insfrán
Eligio Antonio Insfrán Orué (Assunção, 27 de outubro de 1935) é um ex-futebolista paraguaio que atuava como atacante. É irmão gêmeo do também ex-futebolista Eliseo Insfrán.

## Carreira
Eligio Insfrán fez parte do elenco da Seleção Paraguaia de Futebol, na Copa do Mundo de  1958.